# Língua sarave
O sarave ou saraveca é uma língua extinta da família linguística arawak falada na Bolívia.